# 鄭志雯
鄭志雯（英語：Sonia Cheng，1980年11月17日—），香港企業家，瑰麗酒店集團CEO。現為新世界发展有限公司的執行董事，新世界中國地產有限公司的執行董事，以及周大福珠寶集團的執行董事；她同時還是香港上海滙豐銀行有限公司獨立非執行董事以及香港旅遊發展局成員。
2018年，鄭志雯被《財富》雜誌評爲「全球40位40歲以下商界精英」之一，被快公司評爲「100位最具創造力的商業人士」之一，以及被《彭博商業周刊》選入「全球50大最具影響力人物」名單 。

## 教育背景
鄭志雯早年在聖保羅男女中學讀書，後就讀於美國塔夫特中學（Taft School）。在2003年完成哈佛大學應用數學文學士學位，主修經濟學。

## 職業生涯
從哈佛大學畢業後，鄭志雯先後任職於摩根士丹利以及華平投資集團於紐約及香港的分公司。2008年，加入新世界集團，並於同年被委任為瑰麗酒店集團CEO。

## 個人生活
鄭志雯是香港富商鄭家純之長女，家族成員包括鄭志剛、鄭志明和鄭志亮。其丈夫是「鋼鐵大王」龐鼎元孫兒龐建貽。